# Apeadero

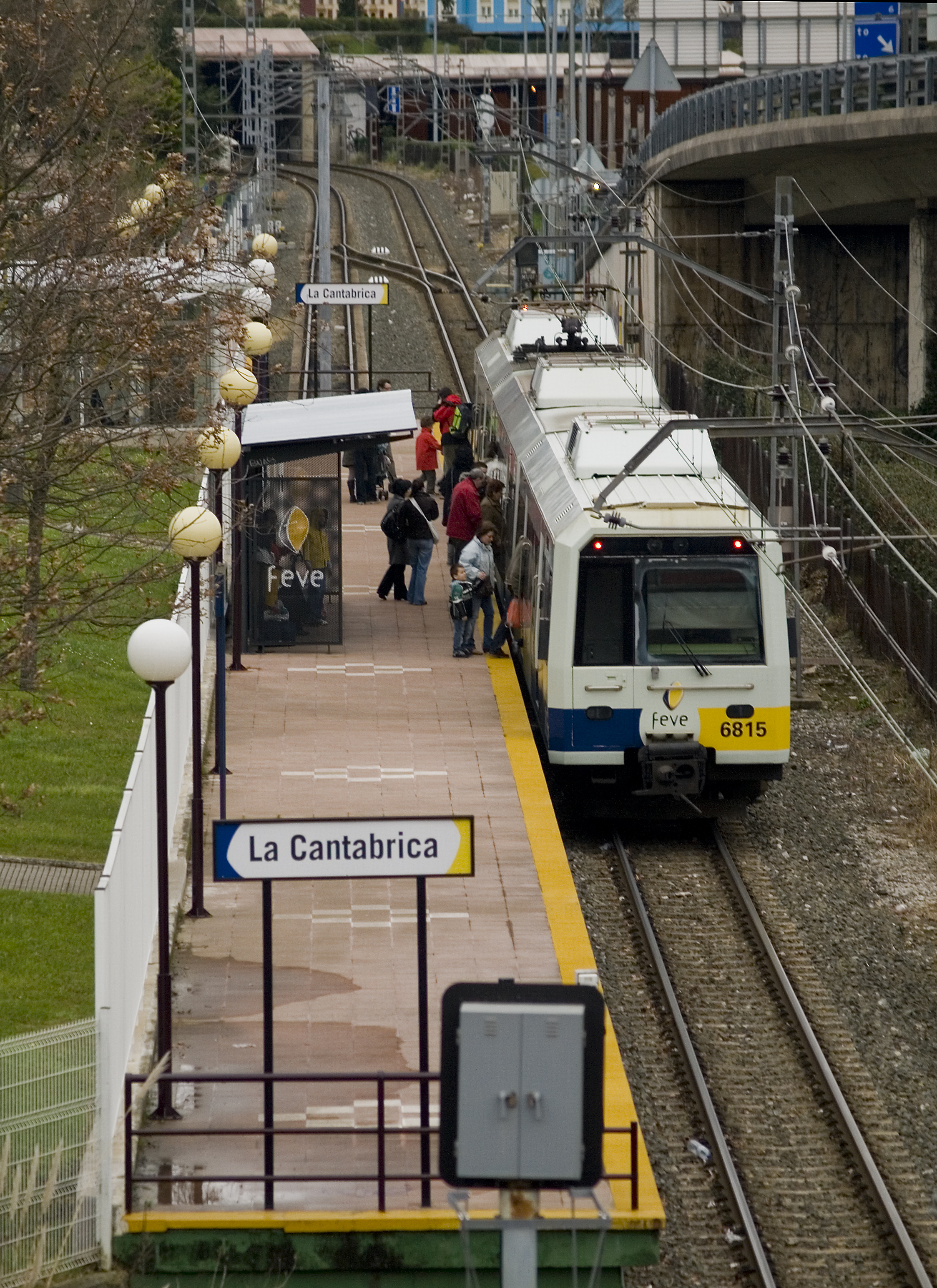
Apeadero de La Cantábrica.

Un apeadero es una instalación ferroviaria que permite el acceso de los viajeros a los trenes y el descenso de los mismos. Se distingue de una estación en que no es parte de la gestión de la circulación, no tiene jefe de estación, ni tiene que disponer de desvíos y señales. 

## En Argentina
En el sistema ferroviario de la República Argentina, dícese de una parada para el ascenso y descenso de pasajeros que no interviene en el pedido y concesión de las vías libres. El mismo se caracteriza por no poseer desvíos, ni cambios de vía, y en la mayoría de los casos ni siquiera cuentan con refugio, baños o boletería. La señal que indica su aproximación se encuentra a 500 metros del mismo y se la conoce por ser un disco de fondo blanco con dos líneas negras perpendiculares.
Además, se localiza especialmente en pueblos o lugares donde la demanda es muy pequeña y no requiere una instalación mayor, puesto que un apeadero es prácticamente un andén con un panel informativo.

## Características
Desde un apeadero no se puede expedir un tren (excepto en algún caso, como en Playa y Grao de Gandía), por lo que un tren que realiza parada en un apeadero tiene que haber salido y tener como destino una estación.